# Мюгліцталь
Мюгліцталь (нім. Müglitztal) — громада в Німеччині, розташована в землі Саксонія. Входить до складу району Саксонська Швейцарія — Східні Рудні Гори. Складова частина об'єднання громад Дона-Мюгліцталь.
Площа — 21,00 км2. Населення становить 1923 ос. (станом на 31 грудня 2020).

## Галерея

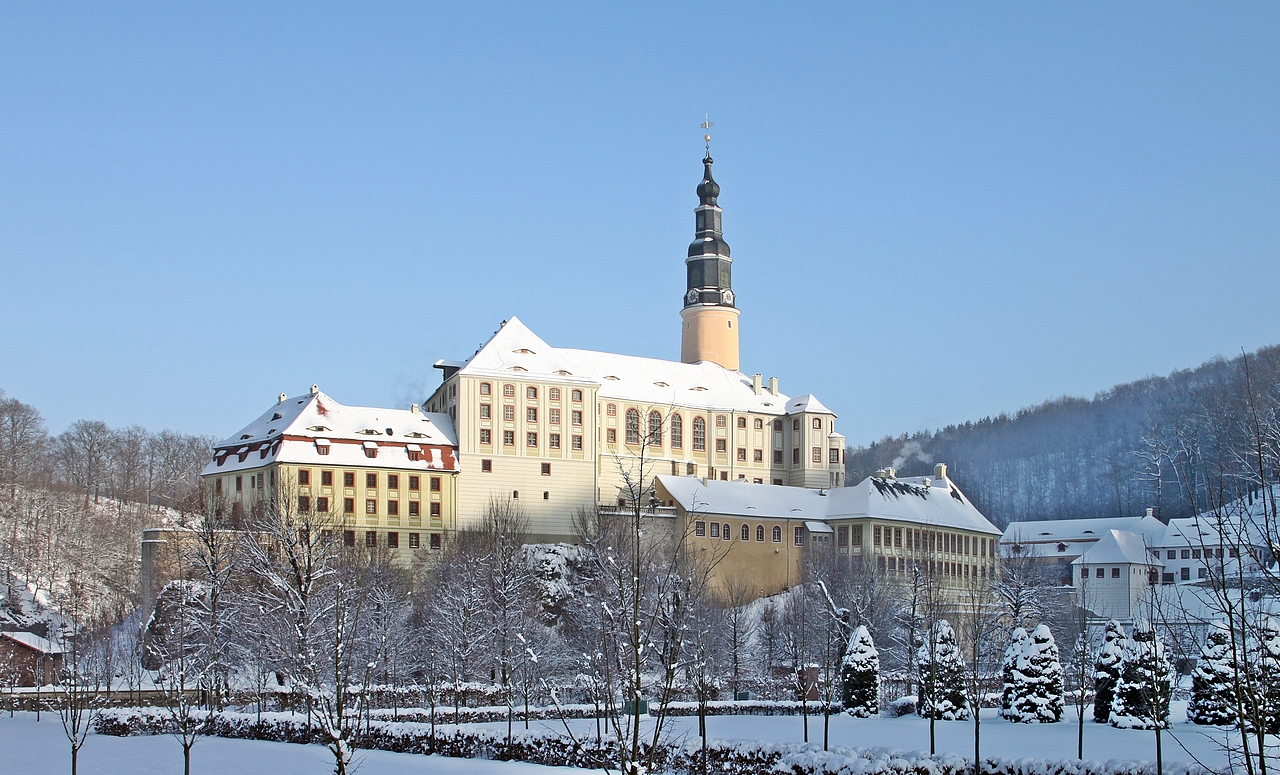